# Lloyd Haft
Lloyd Haft (Wisconsin, 9 novembre 1946) è un poeta, traduttore e sinologo olandese.
Haft vive nei Paesi Bassi dal 1968. Fino al 2004 ha lavorato presso l'Università di Leiden come sinologo. Ha tradotto in olandese opere di Wallace Stevens, Hart Crane, William Carlos Williams e di altri autori.

## Premi
- 1994 - Premio "Jan Campert" per Atlantis
- 2004 - Premio "Ida Gerhardt" per la poesia per i Psalmen